# Céret (quận)
Quận  Céret là một quận của Pháp, nằm ở tỉnh Pyrénées-Orientales  (Northern Catalonia), ở vùng Occitanie.  Quận này có 5 tổng và  40 xã.

## Các đơn vị hành chính

### Các tổng
Các tổng của quận Céret là: 
1. Argelès-sur-Mer
2. Arles-sur-Tech
3. Céret
4. Côte Vermeille
5. Prats-de-Mollo-la-Preste

### Các xã
Các xã của quận Céret, và mã INSEE  là: 
| 1. Amélie-les-Bains-Palalda (66003)  | 2. Argelès-sur-Mer (66008)  | 3. Arles-sur-Tech (66009)             | 4. Banyuls-dels-Aspres (66015)       |
| 5. Banyuls-sur-Mer (66016)           | 6. Calmeilles (66032)       | 7. Cerbère (66048)                    | 8. Collioure (66053)                 |
| 9. Corsavy (66060)                   | 10. Coustouges (66061)      | 11. Céret (66049)                     | 12. L'Albère (66001)                 |
| 13. La Bastide (66018)               | 14. Lamanère (66091)        | 15. Laroque-des-Albères (66093)       | 16. Le Boulou (66024)                |
| 17. Le Perthus (66137)               | 18. Le Tech (66206)         | 19. Les Cluses (66063)                | 20. Maureillas-las-Illas (66106)     |
| 21. Montauriol (66112)               | 22. Montbolo (66113)        | 23. Montesquieu-des-Albères (66115)   | 24. Montferrer (66116)               |
| 25. Oms (66126)                      | 26. Palau-del-Vidre (66133) | 27. Port-Vendres (66148)              | 28. Prats-de-Mollo-la-Preste (66150) |
| 29. Reynès (66160)                   | 30. Saint-André (66168)     | 31. Saint-Génis-des-Fontaines (66175) | 32. Saint-Jean-Pla-de-Corts (66178)  |
| 33. Saint-Laurent-de-Cerdans (66179) | 34. Saint-Marsal (66183)    | 35. Serralongue (66194)               | 36. Sorède (66196)                   |
| 37. Taillet (66199)                  | 38. Taulis (66203)          | 39. Villelongue-dels-Monts (66225)    | 40. Vivès (66233)                    |